# Arctozenus risso
Arctozenus risso is een straalvinnige vissensoort uit de familie van de barracudinas (Paralepididae). De wetenschappelijke naam van de soort werd in 1840 gepubliceerd door Bonaparte.

## Synoniemen
- Paralepis coruscans Jordan & Gilbert, 1881
- Paralepis kroyeri Lütken, 1892[3]